# Генри, Шарлотта
Шарло́тта Ге́нри (англ. Charlotte Henry; 3 марта 1914, Бруклин, Нью-Йорк — 11 апреля 1980, Ла-Холья, Калифорния) — американская актриса театра и кино.

## Биография
Шарлотта Вирджиния Генри родилась 3 марта 1914 года в Бруклине (Нью-Йорк). Отец — Роберт Эмметт Генри (1891—1952), мать — Шарлотта Энн Сейерс Генри (1891—1971), брат — Роберт, стал священником Епископальной Церкви Святого Павла в городе Вентура (Калифорния). Девочка с детства проявляла любовь к театру и весьма удивила своих родителей, когда 14-летней Шарлотте предложили заметную роль в постановке «Мужество», весьма популярной на Бродвее в 1928 году. После того как девушка год с успехом отыграла в этом спектакле, мать привезла её в Голливуд. Там Шарлотта начала изучать актёрское мастерство, её одноклассниками были, в том числе, будущие звёзды Фрэнки Дарро, Анита Луиз и Бетти Грейбл. Уже в 1930 году 16-летняя Шарлотта впервые появилась на экране — в кино-версии того самого «Мужества», а затем продолжила регулярно сниматься до 1937 года. Затем предложений о съёмках стало поступать всё меньше, и в 1942 году Генри завершила свою карьеру актрисы, снявшись за 12 лет в 32 фильмах (в четырёх из них без указания в титрах). Удивлённая низким уровнем картин, в которых ей предлагали сниматься, она сказала: «Я просто потеряла интерес [к кинематографу]».
В 1933 году Генри сыграла свою главную роль в карьере — Алисы в фильме «Алиса в Стране чудес»: на эту роль продюсеры перепробовали около 6800—7000 претенденток (Шарлотта была 57-й). Гораздо позднее, уже будучи взрослой женщиной, отошедшей от кинематографа, бывшая актриса приобрела себе номерной знак на автомобиль ECILA (ананим имени ALICE).
После окончания своей кино-карьеры Генри с матерью переехали в город Сан-Диего, где открыли агентство по трудоустройству. Затем Шарлотта устроилась главным секретарём к первому епископу романо-католической церкви Сан-Диего Чарльзу Бадди и проработала у него 15 лет. Попутно актриса продолжала иногда играть в местном театре «Старый глобус».
Мужем Шарлотты Генри был доктор Джеймс Демпси. Дата заключения их брака неизвестна, но известно, что он продолжался до самой смерти актрисы в 1980 году, и муж пережил жену.
Шарлотта Генри скончалась от рака 11 апреля 1980 года в районе Ла-Холья города Сан-Диего. Похоронена на кладбище Святого Креста в том же городе.

## Роли на Бродвее[3]
- 1928—1929 — Мужество / Courage — Глэдис
- 1931 — Хобо / Hobo — Нелли

## Избранная фильмография
- 1930 — На спине[англ.] / On Your Back — Белль
- 1931 — Гекльберри Финн / Huckleberry Finn — Мэри Джейн
- 1931 — Эрроусмит / Arrowsmith — первопроходец (в титрах не указана)
- 1932 — Недозволенное / Forbidden — Роберта в возрасте 18 лет
- 1932 — Убийство на улице Морг / Murders in the Rue Morgue — блондинка (в титрах не указана)
- 1932 — Ребекка с фермы Саннибрук[англ.] / Rebecca of Sunnybrook Farm — Эмма Джейн (в титрах не указана)
- 1932 — Распутин и императрица / Распутин и императрица — эпизодическая роль
- 1933 — Алиса в Стране чудес / Alice in Wonderland — Алиса
- 1934 — Последний джентльмен[англ.] / The Last Gentleman — Марджори Барр
- 1934 — Марш деревянных солдатиков[англ.] / Babes in Toyland — Бо-Пип
- 1936 — Чарли Чан в опере / Charlie Chan at the Opera — мадемуазель Китти
- 1936 — Мандаринская загадка[англ.] / The Mandarin Mystery — Джозефина Темпл
- 1937 — Угроза из джунглей[англ.] / Jungle Menace — Дороти Эллиотт[4]
- 1941 — Блицкриг Бауэри[англ.] / Bowery Blitzkrieg — Мэри Бреслин
- 1941 — Полёт вслепую[англ.] / Flying Blind — секретарь
- 1942 — Я живу в опасности[англ.] / I Live on Danger — медсестра